# Корбу Веки (Браила)
Корбу Веки (рум. Corbu Vechi) насеље је у Румунији у округу Браила у општини Максинени. Oпштина се налази на надморској висини од 13 m.

## Становништво
Према подацима из 2002. године у насељу је живело 347 становника, од којих су сви румунске националности.